# Битва при Канузии
Битва при Канузии — сражение между римскими и карфагенскими войсками в ходе Второй Пунической войны, закончившееся с неопределённым результатом.
В начале лета 209 года до н. э. Квинт Фабий Максим осадил Тарент. Ганнибал, стоявший в Бруттии, намеревался помешать ему. Марцелл получил задание отвлечь Ганнибала. Он преследовал Ганнибала до Апулии, где возле Канузия произошло сражение, в котором ни один из противников не одержал решительной победы. Когда Ганнибал пришёл к Таренту, город уже был взят Фабием с помощью измены. Тогда он попытался вызвать Фабия на бой близ Метапонта, но тот не поддался на уловку.